# Lehrplan 21
 (octobre 2018).

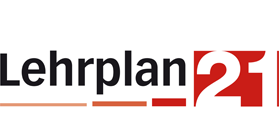
Logo du Lehrplan 21

Lehrplan 21 ou en français plan d'études 21 est un projet pédagogique chapeautant différents projets éducatifs concernant la Suisse alémanique et émanant de la Conférence suisse des directeurs cantonaux de l'instruction publique et s'inscrivant dans le cadre du projet HarmoS au sein du système éducatif suisse.

## Description
Il a été préparé entre 2010 et 2014. 
Actuellement il vise à être implémenté dans les différends systèmes scolaires suisses-allemands.
Son pendant suisse-romand est nommé le "Plan d'études romand".